# Freak Scene
«Freak Scene» (с англ. — «Дурацкая сцена») — песня американской альтернативной рок-группы Dinosaur Jr., вступительная композиция третьего студийного альбома группы Bug (1988 г.). Песня была записана и спродюсирована фронтменом Джеем Маскисом, в студии Fort Apache звукоинженерами Полом К. Колдери и Шон Слейд.
«Freak Scene» была выпущена в качестве сингла на SST Records в Соединённых Штатах, а также стала первым релизом Dinosaur Jr. на Blast First в Великобритании. Группа также сняла музыкальное видео для продвижения сингла.

## Содержание
Музыкальный журналист Эверетт Тру пишет, что «Freak Scene» «изобрело поколение бездельников. Джей играет на гитаре так, будто он катается на лыжах: легко и полностью контролирует ситуацию. Песня замедляется, загорается, шепчет сладкую гармонию, а затем начинает взрываться торнадо. „So fucked …you’d see it“, — поёт Джей с тяжёлым смирением… „Don’t let me fuck up will you?“ — умоляет Джей, беспомощный во сне. „Because when I need a friend, it’s still you“».

## Критический приём
«Freak Scene» оценивается как одна из лучших песен Dinosaur Jr. В своём обзоре на альбом Bug Стивен Томас Эрлевайн из AllMusic назвал песню «шедевром пластинки… удивительно запоминающаяся песня, воплощающая привлекательность и подводные камни инди-рока в течение трёх минут». Джесс Харвелл из Pitchfork считает, что «„Freak Scene“, вероятно, является величайшим гитарным исполнением инди-рока и величайшей поп-песней группы, в которой каким-то образом нашлось место для дребезжащего звука в духе The Psychedelic Furs, восходящих гармоний в стиле Эджа, Эдди Ван Халена в вытрезвителе, маринованного кантри и — вишенка на торте — за эти три с половиной минуты ты не чувствуешь себя загромождённым». Сингл достиг седьмого места в UK Indie Chart и провел В общей сложности 12 недель в чарте.

## Кавер-версии
«Freak Scene» была записана поп-панк-группой Blink-182 на их дебютном демо Flyswatter. Belle & Sebastian также исполнили песню, только вживую.

## Номинации
«Freak Scene» заняла 1-е место в «Топ-50 инди всех времён».
Песня также получила следующие номинации за эти годы. Согласно Acclaimed Music, эта песня занимает 408-е место по популярности за всё время:
| Издатель         | Страна         | Номинация                                     | Место |
| ---------------- | -------------- | --------------------------------------------- | ----- |
| Тоби Кресвелл    | Австралия      | 1001 Songs                                    | -     |
| Beats Per Minute | США            | The Top 100 Tracks of the 1980s               | 81    |
| Blender          | США            | 500 Greatest Songs From 1980—2005             | 407   |
| Pitchfork        | США            | The 200 Best Songs of the 1980s               | 74    |
| NME              | Великобритания | The 500 Greatest Songs Of All Time            | 153   |
| Q                | Великобритания | 40 Best Tracks Of The 1980s                   | 35    |
| Uncut            | Великобритания | The 100 Greatest Singles Of The Post-Punk Era | 13    |
| Rockdelux        | Испания        | The Top 100 Songs from 1984—1993              | 5     |

## Список композиции
Слова и музыка всех песен — Джей Маскис.
| №  | Название         | Длительность |
| -- | ---------------- | ------------ |
| 1. | «Freak Scene»    | 3:35         |
| 2. | «Keep the Glove» | 2:52         |

## Участники записи
| Dinosaur Jr. - Джей Маскис — вокал, гитара, продюсер - Лу Барлоу — бас-гитара - Мёрф — барабаны | Производственный персонал - Шон Слейд — звукоинженер - Пол К. Колдери — звукоинженер |

## Чарты
| Год  | Название      | UK Indie Chart |
| ---- | ------------- | -------------- |
| 1988 | «Freak Scene» | 7              |